# 1891-es sakkvilágbajnokság
 Ez a cikk a sakkjátszmák algebrai lejegyzését alkalmazza.
Az 1891-es sakkvilágbajnokság páros mérkőzését 1890. december 9. – 1891. január 22. között Wilhelm Steinitz és Gunsberg Izidor vívta New Yorkban.
A magyar születésű, Angliában élő sakkmester korábbi eredményei alapján hívta ki páros mérkőzésre a világbajnoki címét egy évvel korábban sikeresen megvédő Steinitzet, aki a kihívást elfogadta. A mérkőzés Steinitz 10,5–8,5 (a nyert játszmákat tekintve 6–4) arányú győzelmével végződött, aki ezzel ismét megvédte világbajnoki címét.

## Előzmények
A sakkvilágbajnoki címért zajló első hivatalos páros mérkőzésre 1886-ban Havannában került sor Steinitz és Zukertort között. 10–5 arányú győzelmével Steinitz lett a sakkozás első világbajnoka. Ezt a címét 1889-ben Mihail Csigorin ellen sikeresen megvédte, miután 1889-ben 10,5–6,5 arányban győzött ellene.
Abban az időben még nem alakult ki a sakkvilágbajnokságok rendszere, és egészen 1914-ig a világbajnok maga választhatta ki, hogy a vele megmérkőzni kívánó jelentkezők közül kit tart alkalmasnak a megmérettetésre, és ő diktálta a feltételeket. Eredményeik alapján nem fogadta el az angol Henry Bird és az amerikai James Mason kihívását, mert nem tartotta őket méltó ellenfélnek. Gunsberg Izidor eredményei azonban magáért beszéltek, 1888 és 1890 között több nagy versenyt nyert vagy végzett azok élmezőnyében, és az elmúlt négy évben páros mérkőzéseken sem talált legyőzőre. Legutóbbi páros mérkőzésén 1890. márciusban a világbajnok legutóbbi kihívójával, Csigorinnal játszott 12–12 arányú döntetlent.
Gunsberg Izidor legjobb formáját 1889 első félévében érte el. A Chessmetrics historikus pontszámítása szerint 1889. februárban a világranglista élén állt, és legmagasabb pontértékét is ebben az időszakban, 1889. júliusban érte el 2744 ponttal. A Steinitz elleni világbajnoki páros mérkőzés idején már csak 6. volt a világranglistán. A páros mérkőzés előtti utolsó nagy versenyén Manchesterben csak az 5–6. helyet érte el.
Steinitz, aki 1866. szeptember és 1890. május között 173 hónapon át állt a világranglista élén, a mérkőzés kezdetén csak az 5. helyen állt a később a címet tőle elvevő Emanuel Lasker, Siegbert Tarrasch, Mihail Csigorin és a magyar Weiss Miksa mögött.
Korábban még nem játszottak egymással.

## A világbajnoki páros mérkőzés
A mérkőzés 1890. december 9-én kezdődött, és 1891. január 22-ig tartott New Yorkban. A feltételeket a világbajnok szabta meg: a mérkőzés 10 nyert játszmáig szól a 20 játszmásra tervezett mérkőzésen, amelyen  9–9 állásnál a világbajnok megtartja címét, illetve ha a 20. játszma elérésekor még egyik fél sem nyert 10 játszmát, akkor az addigi győzelmek száma dönt.
A díjalap 1500 dollár volt, amelynek kétharmada a győztest illette. Játszmánként a győztes 20 dollárt, a vesztes 10 dollárt kapott, döntetlen esetén mindkét fél 10 dollárban részesült.
Az esemény 1890. december 9-én kezdődött a Manhattan Chess Clubban. A mérkőzés jól indult Gunsberg számára, annak ellenére, hogy a 2. játszmát elvesztette, de a 4. és 5. játszmában elért győzelmével a nyert játszmákat tekintve 2–1 arányban vezetett. A 10. játszma után azonban már Steinitz 4–2-es vezetésével léptek a második szakaszba. Gunsberg ugyan még tudott szépíteni a 12. játszmában, de a kétpontos előnyét megtartva Steinitz a 19. játszma után – a győztes játszmákat tekintve 6–4-es vezetésnél – már győztesként állhatott fel az asztaltól. Az utolsó, 20. játszmára már nem is került sor. Ezzel másodszor védte meg világbajnoki címét.
A mérkőzésről dr. Tarrasch, a kor jelentős játékosa és szakírója az alábbiakat írta a Deutsche Schachzeitungban: „Gunsberg az első, aki Steinitzcel szemben a modern iskola fegyverzetével  vette fel a küzdelmet. … S ha nem is tudta legyőzni Steinitzet, megmutatta, hogy Steinitz legyőzhető. Csak egy kicsivel kellett volna több erély a támadásban, s valamivel több szívósság a védekezésben, és sikerült volna neki…”
A mérkőzés érdekessége még, hogy bár akkor Gunsberget már általánosan angolnak tekintették (az angol állampolgárságot csak 1908-ban kapta meg), Steinitz a beszámolóiban következetesen magyarnak nevezte.

### Eredmények
| Játékos          | Ország                                        | 1 | 2 | 3 | 4 | 5 | 6 | 7 | 8 | 9 | 10 | 11 | 12 | 13 | 14 | 15 | 16 | 17 | 18 | 19 | Pont |
| ---------------- | --------------------------------------------- | - | - | - | - | - | - | - | - | - | -- | -- | -- | -- | -- | -- | -- | -- | -- | -- | ---- |
| Wilhelm Steinitz | Amerikai Egyesült Államok                     | ½ | 1 | ½ | 0 | 0 | 1 | 1 | ½ | ½ | 1  | ½  | 0  | 1  | ½  | ½  | 0  | ½  | 1  | ½  | 10½  |
| Gunsberg Izidor  | Osztrák–Magyar Monarchia · Egyesült Királyság | ½ | 0 | ½ | 1 | 1 | 0 | 0 | ½ | ½ | 0  | ½  | 1  | 0  | ½  | ½  | 1  | ½  | 0  | ½  | 6½   |

## A mérkőzés játszmái
A korabeli sajtó, a The Sun, a The World New York, és a New-York Daily Tribune részletesen tudósított a mérkőzés minden fordulójáról, és a játszmákat a játékosok eredeti, rögtön a játszma után ismertetett elemzésével közölte. E sajtótudósítások a jegyzetek között található linken összegyűjtve találhatók.

### 1. játszma: Steinitz–Gunsberg ½–½
Elhárított vezércsel (ECO D35)
1.d4 d5 2.c4 e6 3.Hc3 Hf6 4.f3 Hc6 5.e3 Fe7 6.Hh3 O-O 7.Hf2 Be8 8.Fe2 Fb4 9.Fd2 e5 10.dxe5 Bxe5 11.cxd5 Hxd5 12.e4 Hxc3 13.bxc3 Fa5 14.Vc2 Be8 15.O-O Fb6 16.Kh1 Ve7 17.Hd3 He5 18.Hxe5 Vxe5 19.Fd3 Bd8 20.Bad1 Fe6 21.Fc1 Va5 22.c4 Fd4 23.Fd2 Vh5 24.Fc1 c6 25.Fe2 Va5 (1/2)

### 2. játszma: Gunsberg–Steinitz 0–1
Spanyol megnyitás Régi Steinitz-megnyitás (ECO C62)
1.e4 e5 2.Hf3 Hc6 3.Fb5 d6 4.c3 Fd7 5.O-O Hge7 6.d4 Hg6 7.d5 Hb8 8.Fxd7+ Hxd7 9.Ha3 Fe7 10.Hc2 Hc5 11.Ve2 Vd7 12.b4 Ha4 13.Fd2 O-O 14.c4 f5 15.exf5 Vxf5 16.Bac1 Bae8 17.Hfe1 Fg5 18.g3 Hc3 19.Fxc3 Fxc1 20.Hg2 Vf3 21.Vxf3 Bxf3 22.Hge3 Fxe3 23.Hxe3 Bef8 24.Kg2 c6 25.Fb2 cxd5 26.Hxd5 Bd3 27.Fc1 b5 28.He3 bxc4 29.Hxc4 Bd4 30.He3 Bxb4 31.Bd1 Bb1 32.Fa3 Bxd1 33.Hxd1 Bd8 34.f3 d5 35.Hc3 d4 36.He4 Bb8 37.h4 h5 38.Kf2 Bb1 39.Fd6 Bb2+ (0-1) 

### 3. játszma: Steinitz–Gunsberg ½–½
Elhárított vezércsel (ECO D31)
1.d4 d5 2.c4 e6 3.Hc3 c6 4.e3 Hf6 5.f3 Fb4 6.Hh3 Hbd7 7.Hf4 O-O 8.Fe2 dxc4 9.Fxc4 e5 10.Hfe2 exd4 11.exd4 Hb6 12.Fb3 Ff5 13.Fg5 Fe7 14.O-O Hfd5 15.Fxe7 Hxe7 16.Hg3 Fg6 17.Hce4 Hbd5 18.Vd2 b6 19.Bae1 Vd7 20.Be2 Bad8 21.Bfe1 Hf5 22.Hc3 Hxg3 23.hxg3 Hxc3 24.bxc3 Bfe8 25.Vf4 Bxe2 26.Bxe2 Kf8 27.Kf2 Vd6 (1/2) 

### 4. játszma: Gunsberg–Steinitz 1–0
Olasz megnyitás (ECO C50)
1.e4 e5 2.Hf3 Hc6 3.Fc4 Fc5 4.d3 Hf6 5.Fe3 Fxe3 6.fxe3 d6 7.O-O Ha5 8.Fb5+ c6 9.Fa4 Vb6 10.Vd2 Hg4 11.Be1 Va6 12.c3 f6 13.Fc2 c5 14.b4 cxb4 15.cxb4 Hc6 16.Fb3 Vb6 17.a3 Fd7 18.Hc3 He7 19.h3 Hh6 20.d4 Bd8 21.Bf1 Bf8 22.Vf2 Bc8 23.Bac1 Va6 24.a4 Vb6 25.b5 Va5 26.Vb2 Hf7 27.Hd2 exd4 28.exd4 Vb6 29.He2 d5 30.exd5 Hd6 31.Va3 Kd8 32.a5 Hxb5 33.Vxe7+ Kxe7 34.axb6 axb6 35.Hc4 Ba8 36.Ba1 Hd6 37.Hxb6 Bxa1 38.Bxa1 Fb5 39.Hf4 Kf7 40.He6 Be8 41.Fa4 Fxa4 42.Bxa4 g6 43.Hc4 Hf5 44.Bb4 Be7 45.g4 Hg3 46.Hd6+ Kg8 47.Hxb7 Bd7 48.Hbc5 Bxd5 49.Kf2 Hf5 50.gxf5 Bxf5+ 51.Kg3 h5 52.Bb7 g5 53.He4 Kh8 54.Bg7 h4+ 55.Kg2 Ba5 56.Hxf6 Ba2+ 57.Kg1 (1-0) 

### 5. játszma: Steinitz–Gunsberg 0–1
Elfogadott vezércsel (ECO D20)
1.d4 d5 2.c4 dxc4 3.e3 e5 4.dxe5 Vxd1+ 5.Kxd1 Hc6 6.Fxc4 Hxe5 7.Fb5+ c6 8.Fe2 Fe6 9.Hc3 O-O-O+ 10.Kc2 Hf6 11.Hf3 Heg4 12.Bf1 Ff5+ 13.Kb3 Hd7 14.e4 Hc5+ 15.Kc2 Hxe4 16.Hh4 Hxc3+ 17.Kxc3 Fe6 18.f4 Hf6 19.f5 Fd5 20.g4 Fe7 21.Kc2 Fe4+ 22.Kb3 Hd7 23.g5 f6 24.Fg4 Hc5+ 25.Ka3 Bd3+ (0-1) 

### 6. játszma: Gunsberg–Steinitz 0–1
Vezérgyalog játék (ECO D00)
1.d4 d5 2.e3 e6 3.Fd3 c5 4.b3 Hc6 5.Hf3 Hf6 6.O-O Fd7 7.Fb2 Bc8 8.c3 Fd6 9.Hbd2 e5 10.dxe5 Hxe5 11.Hxe5 Fxe5 12.Hf3 Fb8 13.h3 c4 14.Fc2 O-O 15.Vd4 Be8 16.Bad1 b5 17.b4 Vc7 18.Bfe1 Be7 19.Kf1 Bce8 20.Vh4 Vd6 21.Bd4 Vc6 22.Bed1 Fe5 23.Bxd5 Fb8 24.a4 a6 25.a5 h6 26.B5d4 Vb7 27.He1 Fe5 28.B4d2 Fc7 29.Be2 Be5 30.f3 Bxe3 31.Bxe3 Bxe3 32.Fc1 Be5 33.Vf2 Vc6 34.Fe3 Be8 35.Vd2 Ve6 36.Fd4 Hh5 37.Ff2 Fc6 38.Fb1 Ve5 39.Hc2 Fxf3 40.gxf3 Vh2 41.Vd7 Vh1+ 42.Fg1 Vxf3+ 43.Ff2 Hg3+ (0-1) 

### 7. játszma: Steinitz–Gunsberg 1–0
Elfogadott vezércsel, klasszikus változat (ECO D26)
1.d4 d5 2.c4 dxc4 3.Hf3 Hf6 4.e3 e6 5.Fxc4 Fb4+ 6.Hc3 O-O 7.O-O b6 8.He5 Fb7 9.Vb3 Fxc3 10.bxc3 Fd5 11.Fxd5 exd5 12.Fa3 Be8 13.c4 c5 14.Bac1 He4 15.Bfd1 cxd4 16.exd4 f6 17.cxd5 fxe5 18.d6+ Kh8 19.Vd5 Hxf2 20.Bd2 Hd7 21.Bxf2 Hf6 22.Bxf6 gxf6 23.d7 Bg8 24.dxe5 Bg5 25.Vxa8 Vxa8 26.Bc8+ Bg8 27.Bxa8 Bxa8 28.e6 (1-0) 

### 8. játszma: Gunsberg–Steinitz ½–½
Olasz megnyitás (ECO C50)
1.e4 e5 2.Hf3 Hc6 3.Fc4 Fc5 4.d3 Hf6 5.c3 d6 6.Fe3 Fxe3 7.fxe3 Ve7 8.O-O Hd8 9.Hbd2 He6 10.d4 Hg4 11.Ve1 f6 12.Hh4 Hh6 13.Hf5 Hxf5 14.exf5 Hf8 15.e4 Hd7 16.Vh4 Hb6 17.Vh5+ Kd8 18.Fb3 Fd7 19.Bae1 c6 20.Be3 Kc7 21.Bg3 Baf8 22.dxe5 dxe5 23.Ve2 g5 24.Bd3 Fc8 25.Bd1 Bd8 26.Hf1 Hd7 27.Fc2 Hc5 28.Bxd8 Bxd8 29.Bxd8 Kxd8 30.b4 Hd7 31.Fb3 a5 32.a3 axb4 33.axb4 Vd6 34.He3 b5 35.Kf2 Kc7 36.Vd1 (½–½)

### 9. játszma: Steinitz–Gunsberg ½–½
Vezérgyalog játék (ECO A46)
1.Hf3 Hf6 2.d4 e6 3.e3 c5 4.c4 d5 5.dxc5 Fxc5 6.Hc3 Fb4 7.Fd2 dxc4 8.Fxc4 O-O 9.O-O Hc6 10.Ve2 Ve7 11.e4 Fxc3 12.Fxc3 e5 13.Ve3 Fe6 14.Fe2 Hg4 15.Vc1 Bac8 16.h3 Hh6 17.Ve3 f6 18.a3 Hf7 19.b4 a6 20.a4 Hxb4 21.Fxb4 Vxb4 22.Bfb1 Ve7 23.Bb6 Bc7 24.Bab1 Bfc8 25.He1 Hd8 26.Hd3 Va3 27.Kh2 Bd7 28.Bxe6 Hxe6 29.Fg4 Be8 30.Fxe6+ Bxe6 31.Hc5 Vxe3 32.fxe3 Bee7 33.Hxd7 Bxd7 34.Kg3 Kf7 35.a5 Kg6 36.Kf3 Bc7 37.Bb2 Bc5 38.Ba2 Bb5 39.Ke2 Kf7 40.Kf3 Ke6 41.h4 h5 42.Ba1 g6 43.g4 hxg4+ 44.Kxg4 Bb4 45.Kf3 f5 46.exf5+ Kxf5 47.Bh1 Bb5 48.e4+ Kf6 49.Bd1 Bxa5 50.Bd6+ Kg7 51.Bd7+ Kh6 52.Bxb7 Ba3+ 53.Kf2 Ba5 54.Bb6 Kh5 55.Bc6 Ba4 56.Kf3 Ba3+ 57.Kf2 Kh6 58.Be6 Ba5 59.Kg3 Kg7 60.Kg4 Kf7 61.Bb6 Ba1 62.Bb7+ Kf6 63.Bb6+ Kg7 64.Be6 a5 65.Bxe5 a4 66.Ba5 a3 67.Kg5 a2 68.Ba7+ Kf8 69.Ba8+ Kf7 70.Ba7+ Ke6 71.Ba6+ Ke5 72.Ba5+ Kxe4 73.Ba4+ Kf3 74.Ba3+ Kf2 75.Kxg6 Bg1+ 76.Kf7 a1=V 77.Bxa1 Bxa1 78.h5 Bh1 79.Kg6 Bg1+ 80.Kf6 (½–½)

### 10. játszma: Gunsberg–Steinitz 0–1
Olasz megnyitás (ECO C50)
1.e4 e5 2.Hf3 Hc6 3.Fc4 Fc5 4.d3 Hf6 5.c3 d6 6.Hbd2 He7 7.Hf1 c6 8.Ve2 O-O 9.h3 d5 10.Fb3 Hg6 11.g3 dxe4 12.dxe4 Fe6 13.Hg5 Fxb3 14.axb3 Vd7 15.Fe3 Fxe3 16.Vxe3 b6 17.Hd2 c5 18.Hgf3 Bad8 19.Hc4 Bfe8 20.Hcd2 Be7 21.Kf1 h5 22.Kg2 h4 23.Kh2 Vb5 24.c4 Vc6 25.Bac1 Bed7 26.Bc3 Hh5 27.Bg1 Vf6 28.Hf1 Bd1 29.Ve2 hxg3+ 30.fxg3 Ba1 31.H3d2 Vg5 32.Bf3 Hf6 33.Bd3 Bxd3 34.Vxd3 Hf8 35.Ve3 Vg6 36.Bg2 He6 37.Be2 Hd4 38.Bf2 Ba2 39.Hf3 Hxf3+ 40.Vxf3 Vxe4 41.Vxe4 Hxe4 42.Be2 Hg5 43.Kg2 He6 (0-1) 

### 11. játszma: Steinitz–Gunsberg ½–½
Vezérgyalog játék (ECO D05)
1.Hf3 d5 2.d4 Hf6 3.e3 e6 4.c4 Fe7 5.Hc3 O-O 6.Fd3 c5 7.cxd5 cxd4 8.Hxd4 Hxd5 9.Hxd5 Vxd5 10.O-O Hc6 11.Hxc6 Vxc6 12.Fd2 Ff6 13.Vb3 Fd7 14.Bfc1 Va4 15.Vxa4 Fxa4 16.Fc3 Fxc3 17.Bxc3 Fc6 18.b4 a6 19.a4 Bfd8 20.f3 Kf8 21.Baa3 h6 22.Kf2 Bdc8 23.b5 Fd7 24.Bxc8+ Bxc8 25.bxa6 bxa6 26.a5 Fb5 27.Fxb5 axb5 28.Bb3 Bb8 29.a6 (½–½)

### 12. játszma: Gunsberg–Steinitz 1–0
Evans-csel (ECO C52)
1.e4 e5 2.Hf3 Hc6 3.Fc4 Fc5 4.b4 Fxb4 5.c3 Fa5 6.O-O Vf6 7.d4 Hh6 8.Fg5 Vd6 9.d5 Hd8 10.Va4 Fb6 11.Ha3 c6 12.Fe2 Fc7 13.Hc4 Vf8 14.d6 Fxd6 15.Hb6 Bb8 16.Vxa7 Hg4 17.Hh4 He6 18.Fxg4 Hxg5 19.Hf5 He6 20.Bfd1 Fc7 21.Ha8 Bxa8 22.Vxa8 Kd8 23.Bxd7+ Kxd7 24.Bd1+ (1-0) 

### 13. játszma: Steinitz–Gunsberg 1–0
Vezérgyalog játék (ECO A46)
1.Hf3 Hf6 2.d4 e6 3.e3 Fb4+ 4.c3 Fe7 5.Fe2 O-O 6.O-O d5 7.c4 b6 8.Hc3 Fb7 9.cxd5 exd5 10.He5 Hfd7 11.f4 Hxe5 12.fxe5 c6 13.Fd2 Fa6 14.Fxa6 Hxa6 15.Va4 Hb8 16.Bac1 f6 17.exf6 Fxf6 18.He2 Be8 19.Bf3 Ve7 20.Bcf1 Bc8 21.Fb4 Ve6 22.Hf4 Ve4 23.Hh5 Hd7 24.Va6 Ve8 25.Bh3 Fg5 26.Kh1 Hf6 27.Hxf6+ gxf6 28.Vb7 Vg6 29.Vd7 Kh8 30.Fe7 Bg8 31.Vxc6 Bac8 32.Vxd5 Bg7 33.Fb4 Vd3 34.Vf3 Bc2 35.Fc3 Be2 36.e4 Vxe4 37.d5 Vg6 38.Bg3 Bf7 39.d6 h6 40.h4 (1-0) 

### 14. játszma: Gunsberg–Steinitz ½–½
Evans-csel (ECO C52)
1.e4 e5 2.Hf3 Hc6 3.Fc4 Fc5 4.b4 Fxb4 5.c3 Fa5 6.O-O Vf6 7.d4 h6 8.Fb5 Hge7 9.Fa3 exd4 10.e5 Ve6 11.cxd4 Fb4 12.Fb2 d5 13.Hc3 O-O 14.He2 Hg6 15.Vb3 Fa5 16.He1 Hce7 17.f4 Vb6 18.Fa3 f5 19.Va4 c6 20.Fd3 Vd8 21.Vc2 b5 22.Kh1 Fb6 23.g4 a5 24.Bg1 b4 25.gxf5 Fxf5 26.Fxf5 Bxf5 27.Bxg6 bxa3 28.Bxc6 Hxc6 29.Vxf5 Hxd4 30.Hxd4 Fxd4 31.Ve6+ Kh8 32.Bd1 Fc3 33.Bxd5 Vb8 (½–½)

### 15. játszma: Steinitz–Gunsberg ½–½
Vezérindiai védelem (ECO E14)
1.Hf3 Hf6 2.d4 e6 3.e3 b6 4.c4 Fb7 5.Hc3 d5 6.cxd5 Hxd5 7.Fb5+ c6 8.Fd3 Fe7 9.e4 Hxc3 10.bxc3 O-O 11.O-O c5 12.Fe3 cxd4 13.cxd4 Hc6 14.Bc1 Fa3 15.Bc3 Fb4 16.Bc4 Fe7 17.Va4 Ha5 18.Bc2 Bc8 19.Bfc1 Bxc2 20.Bxc2 Va8 21.Hd2 Fc6 22.Fb5 Fxe4 23.Hxe4 Vxe4 24.Bc7 Ff6 25.Bxa7 Hc6 26.Ba8 Hxd4 27.Bxf8+ Kxf8 28.Va3+ Kg8 29.Va6 g5 30.Fxd4 Fxd4 31.Ff1 Fc5 32.Ve2 Vd4 33.g4 Kg7 34.Vf3 Va4 35.Vc3+ f6 36.Vc4 Vc6 37.Ve2 Vd6 38.Vf3 Vd4 39.Fd3 (½–½)

### 16. játszma: Gunsberg–Steinitz 1–0
Evans-csel (ECO C52)
1.e4 e5 2.Hf3 Hc6 3.Fc4 Fc5 4.b4 Fxb4 5.c3 Fa5 6.O-O Vf6 7.d4 h6 8.Va4 Fb6 9.Fb5 Hge7 10.Fa3 exd4 11.e5 Vg6 12.cxd4 Hd5 13.Be1 Hf4 14.g3 Vg4 15.Hbd2 Hh3+ 16.Kg2 Hg5 17.Fb2 He7 18.Fe2 He6 19.Kh1 Vf5 20.Hh4 Vxf2 21.He4 (1-0) 

### 17. játszma: Steinitz–Gunsberg ½–½
Vezércsel, Marshall-védelem (ECO D06)
1.d4 d5 2.c4 Hf6 3.cxd5 Hxd5 4.e4 Hf6 5.Hc3 e5 6.dxe5 Vxd1+ 7.Kxd1 Hg4 8.Hd5 Kd7 9.Hh3 c6 10.Hc3 Hxe5 11.f4 Hg4 12.Fe2 Ke8 13.Kc2 Fc5 14.f5 He3+ 15.Kd3 Hxg2 16.b4 Fxb4 17.Bg1 Hh4 18.Bxg7 Hg6 19.fxg6 hxg6 20.Hg5 Fe7 21.Bh7 Bxh7 22.Hxh7 f6 23.Ff4 Kf7 24.Bg1 Ha6 25.e5 Ff5+ 26.Kd2 Fb4 27.Bg3 Hc5 28.Kc1 Fa3+ 29.Kd1 g5 30.Fc4+ He6 31.Hxg5+ fxg5 32.Fxg5 Bg8 33.h4 b5 34.Hxb5 cxb5 35.Fxe6+ Kxe6 36.Bxa3 Kxe5 37.Bxa7 Fd3 38.Kd2 Ff1 39.Kc3 Bc8+ 40.Kb4 Bg8 41.Ba5 Ke4 42.Ba6 Kf3 43.Bf6+ Kg2 44.Bf5 Fe2 45.Fe3 Fd3 46.Bf2+ Kg3 47.Bd2 Bg4+ 48.Kc5 Fc4 49.h5 Kf3 50.Fd4 Bg5+ 51.Kb4 Bxh5 52.a4 Ke4 53.Fc5 Fd3 54.axb5 Bh1 55.Bb2 Kd5 56.Ff2 Bb1 (½–½)

### 18. játszma: Gunsberg–Steinitz 0–1
Evans-csel (ECO C52)
1.e4 e5 2.Hf3 Hc6 3.Fc4 Fc5 4.b4 Fxb4 5.c3 Fa5 6.O-O Vf6 7.d4 Hge7 8.Va4 Fb6 9.Fg5 Vd6 10.Ha3 exd4 11.Hb5 Vg6 12.cxd4 a6 13.d5 He5 14.Hxe5 Vxg5 15.Hf3 Vh6 16.Fb3 O-O 17.Bac1 c6 18.Hbd4 c5 19.He2 d6 20.Hg3 Fd8 21.e5 b5 22.Va3 c4 23.exd6 Hxd5 24.Fc2 b4 25.Va4 Vxd6 26.Fe4 Hb6 27.Vc2 Bb8 28.Fxh7+ Kh8 29.Bcd1 Vh6 30.Ff5 g6 31.Fxc8 Bxc8 32.Vb2+ Vg7 33.Vxb4 Fc7 34.Bd4 Bfd8 35.Bh4+ Kg8 36.Hg5 Bd7 37.Be4 c3 38.Bfe1 Bdd8 39.He2 Hd5 40.Va4 Vf6 41.Hf3 Fb6 42.Bc1 c2 43.h3 Vb2 44.Vb3 Vxb3 45.axb3 a5 46.Bc4 Bxc4 47.bxc4 Hb4 48.g3 Fxf2+ 49.Kxf2 Hd3+ 50.Ke3 Hxc1 51.Hxc1 Bd1 52.He2 a4 53.Hfd4 c1=V+ 54.Hxc1 Bxc1 (0-1) 

### 19. játszma: Steinitz–Gunsberg ½–½
Vezérgyalog játék (ECO D00)
1.d4 d5 2.e3 Hf6 3.c4 e6 4.Hc3 Fe7 5.Hf3 O-O 6.Fe2 dxc4 7.Fxc4 c5 8.O-O Hc6 9.dxc5 Fxc5 10.Vxd8 Bxd8 11.Fd2 a6 12.Bac1 Fa7 13.Bfd1 Fd7 14.Fe1 Hg4 15.e4 Hce5 16.Hxe5 Hxe5 17.Fe2 Fc6 18.Kf1 Fd4 19.f3 Bd7 20.Ff2 Bad8 21.Fxd4 Bxd4 22.Bxd4 Bxd4 23.Bd1 Bxd1+ 24.Hxd1 Kf8 25.Ke1 Hg6 26.He3 Ke7 27.Kd2 Kd6 28.Kc3 Kc5 29.g3 Fb5 30.b4+ Kb6 31.Fd1 Kc7 32.a4 Fd7 33.f4 Fc6 34.Kd4 He7 35.Fb3 Fe8 36.Hc4 Hc6+ 37.Kc5 Hd8 38.Hb6 f6 39.b5 axb5 40.axb5 Fg6 41.Fc2 h5 (½–½)